# كالفين إدوارد وارد
كالفين إدوارد وارد (بالإنجليزية: Calvin Edouard Ward)‏ هو عالم موسيقى وعازف بيانو أمريكي، ولد في 19 أبريل 1925، وتوفي في 10 فبراير 2018.